# Estação Aeropuerto T1-T2-T3

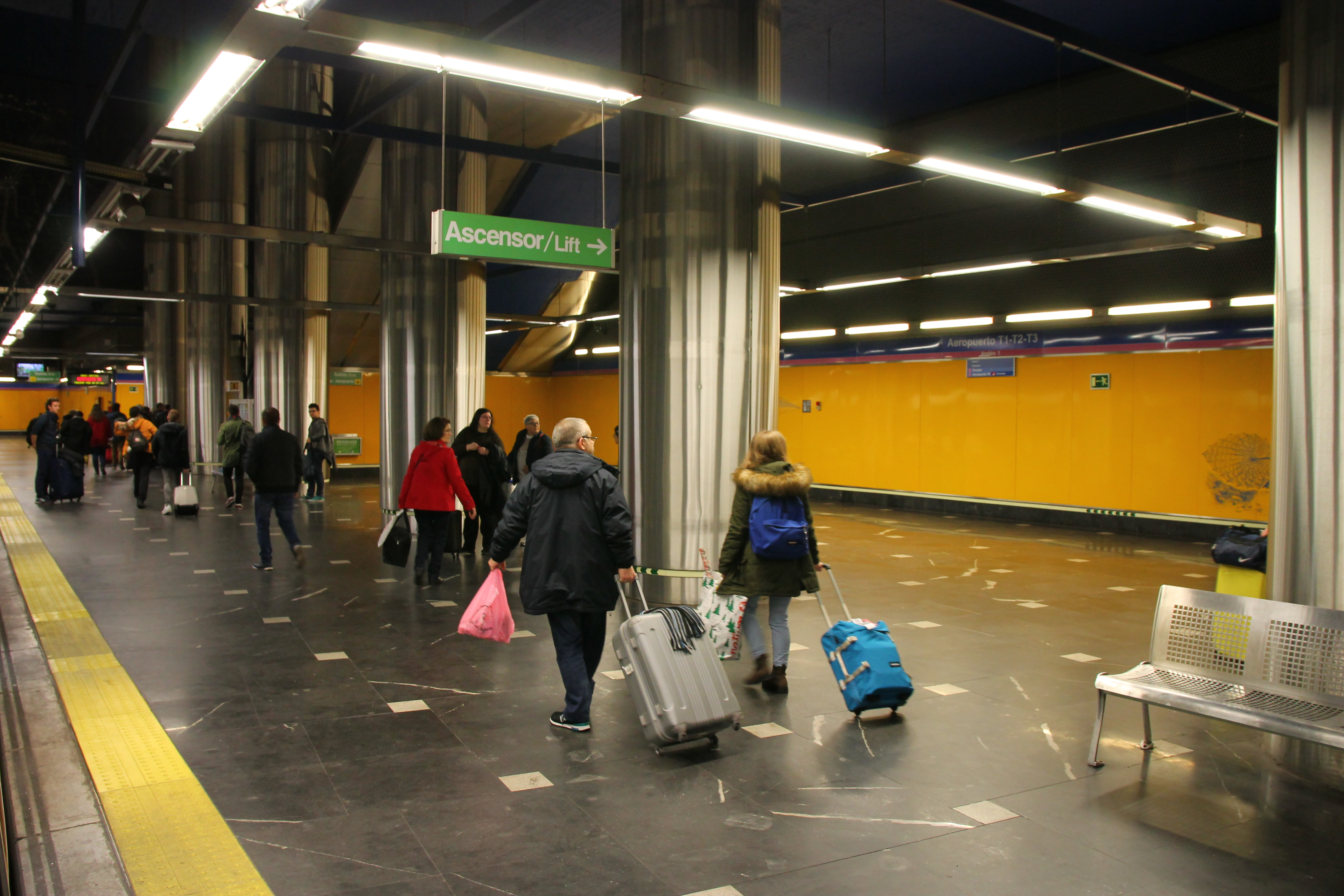
Plataformas da estação.

Aeropuerto T1-T2-T3 é uma estação da Linha 8 do Metro de Madrid, localizada junto ao terminal T2 do Aeroporto Adolfo Suárez, no distrito de Barajas em Madrid.

## História
A estação foi aberta ao público em 14 de junho de 1999 com o nome de Aeroporto, e foi inaugurada pelos Reis da Espanha juntamente com o presidente da Comunidade de Madrid. A construção da estação e parte da linha a que pertence foi financiado com fundos de coesão da União Europeia. A estação foi o término da linha até 7 de setembro do mesmo ano, quando foi inaugurado o trecho remanescente da primeira fase de construção da linha. Em 3 de maio de 2007 mudou seu nome para o atual.

## Expansão
A linha 5 está programada para chegar à estação em 2024.